# Anne Revere
Anne Revere (ur. 25 czerwca 1903 w Nowym Jorku, zm. 18 grudnia 1990 w Locust Valley) – amerykańska aktorka filmowa, telewizyjna i teatralna, laureatka Oscara za rolę drugoplanową w filmie Wielka nagroda (1944).

## Życiorys
Urodzona w Nowym Jorku, Revere jest bezpośrednim potomkiem bohatera rewolucji amerykańskiej Paula Revere’a. Jej ojciec był maklerem giełdowym, a aktorka pomieszkiwała w Upper West Side i w Westfield w stanie New Jersey. W 1926 roku ukończyła Wellesley College, a następnie rozpoczęła studia w American Laboratory School, na wydziale aktorskim prowadzonym przez Marię Uspienską i Ryszarda Bolesławskiego.
Revere zadebiutowała na Broadwayu w 1931 roku w sztuce The Great Barrington. Trzy lata później wyjechała do Hollywood, aby powtórzyć swoją rolę w filmowej adaptacji Double Door. Wróciła na Broadway do odtworzenia roli Marthy Dobie w sztuce The Children’s Hour z 1934 roku, a w późniejszych latach pojawiła się na scenie w Nowym Jorku w Jak wam się podoba, Trzech siostrach i Toys in the Attic, za który otrzymała w 1960 roku nagrodę Tony.
Revere pracowała również nieustannie w filmie, pojawiając się głównie w rolach mężatek w średnim wieku, starych panien lub sekretarek w okresie 1934-1951. Często obsadzano ją w rolach matek. Grała matki postaci odtwarzanych przez m.in. Elizabeth Taylor, Jennifer Jones, Gregory Peck, John Garfield czy Montgomery Clift. Po raz pierwszy została nominowana do Oscara dla najlepszej aktorki drugoplanowej za rolę w filmie Pieśń o Bernadette w 1944 roku. Dwa lata później otrzymała Oscara za rolę w filmie Wielka nagroda, gdzie grała matkę Elizabeth Taylor i Angeli Lansbury. W 1948 roku za udział w filmie Dżentelmeńska umowa otrzymała trzecią nominację do Oscara.
W 1951 roku, Revere zrezygnowała z pełnienia funkcji w zarządzie Gildii Aktorów Filmowych po tym jak powołała się na Piątą Poprawkę i odmówiła składania zeznań przed Komisją Izby Reprezentantów do Badania Działalności Nieamerykańskiej. Nie pojawiała się na ekranie przez następne dwadzieścia lat, aby w końcu powrócić w filmie Tell Me That You Love Me, Junie Moon. Revere zaczęła pojawiać się w telewizji po 1960 roku, szczególnie w operach mydlanych, takich jak The Edge of Night, Search for Tomorrow czy Ryan’s Hope.
Aktorka i jej mąż, reżyser Samuel Rosen, przenieśli się do Nowego Jorku i otworzyli szkołę aktorską, a sama aktorka nadal była aktywna zawodowo, występując w teatrze.
Revere zmarła na zapalenie płuc w swoim domu w Locust Valley, w wieku 87 lat.

## Filmografia
Filmy fabularne
- 1934: Double Door jako Caroline Van Brett
- 1940: One Crowded Night jako Mae Andrews
- 1940: The Howards of Virginia jako pani Betsy Norton
- 1941: The Devil Commands jako pani Walters
- 1941: Men of Boys Town jako pani Fenely
- 1941: Płomień Nowego Orleanu (The Flame of New Orleans) jako Siostra Girauda
- 1941: H.M. Pulham, Esq. jako Panna Redfern, sekretarka Johna (niewymieniona w czołówce)
- 1941: Zapamiętaj ten dzień (Remember the Day) jako Panna Nadine Price
- 1941: Design for Scandal jako pokojówka Nettie (niewymieniona w czołówce)
- 1942: Meet the Stewarts jako Geraldine Stewart
- 1942: The Falcon Takes Over jako Jessie Florian (niewymieniona w czołówce)
- 1942: Are Husbands Necessary? jako Anna
- 1942: The Gay Sisters jako Panna Ida Orner
- 1942: Star Spangled Rhythm jako Sarah, sekretarka pana DeSoto (niewymieniona w czołówce)
- 1943: The Meanest Man in the World jako Kitty Crockett, sekretarka Clarka
- 1943: Shantytown jako pani Gorty
- 1943: Stara znajomość (Old Acquaintance) jako Belle Carter
- 1943: Pieśń o Bernadette (The Song of Bernadette) jako Louise Soubirous
- 1944: Standing Room Only jako Major Harriet Cromwell
- 1944: Rainbow Island jako Królowa Okalana
- 1944: Sunday Dinner for a Soldier jako Agatha Butterfield
- 1944: Wielka nagroda (National Velvet) jako pani Brown
- 1944: Klucze królestwa (The Keys of the Kingdom) jako Agnes Fiske
- 1945: The Thin Man Goes Home jako Szalona Mary
- 1945: Don Juan Quilligan jako pani Cora Rostigaff
- 1945: Upadły anioł (Fallen Angel) jako Clara Mills
- 1946: Dragonwyck jako Abigail Wells
- 1947: Szokująca panna Pilgrim (The Shocking Miss Pilgrim) jako Alice Pritchard
- 1947: Carnival in Costa Rica jako mama Elsa Molina
- 1947: Ostatnia runda (Body and Soul) jako Anna Davis
- 1947: Forever Amber jako Mother Red Cap
- 1947: Dżentelmeńska umowa (Gentleman's Agreement) jako pani Green
- 1948: U progu tajemnicy (Secret Beyond the Door...) jako Caroline Lamphere
- 1948: Scudda Hoo! Scudda Hay! jako Judith Dominy
- 1948: Deep Waters jako Mary McKay
- 1949: Jesteś dla mnie wszystkim (You're My Everything) jako Ciocia Jane
- 1951: The Great Missouri Raid jako pani Samuels
- 1951: Miejsce pod słońcem (A Place in the Sun) jako Hannah Eastman
- 1970: Tell Me That You Love Me, Junie Moon jako Panna Farber
- 1970: Macho Callahan jako Crystal
- 1972: Two for the Money jako pani Gap
- 1976: Birch Interval jako pani Tanner

Seriale telewizyjne
- 1960-1961: Play of the Week
- 1964: A Flame in the Wind
- 1969–1970: The Edge of Night jako Dorothy Stewart #1
- 1970–1973: Search for Tomorrow jako Agnes Lake
- 1974: The Six Million Dollar Man jako Madame Salka Pal-Mir
- 1975-1976: Baretta jako Dragon Lady / Flower Lady
- 1977: Ryan’s Hope jako Marguerite Beaulac

## Nagrody
- Nagroda Akademii Filmowej Najlepsza aktorka drugoplanowa: 1946 Wielka nagroda
- Nagroda Tony Najlepsza aktorka drugoplanowa w sztuce: 1960 Toys in the Attic